# Хонас Гутијерез
Хонас Мануел Гутијерез (рођен 5. јула 1983) је бивши аргентински фудбалер који је играо као везни играч. Надимак Спајдермен стекао је због прославе својих голова стављајући маску суперјунака. Такође себе назива " Ел Галго ", што на шпанском значи "Хрт".
Каријеру је започео у Велез Сарсфилду, преселио се на Мајорку 2005. након што је освојио првенство Аргентине. Три године касније придружио се Њукасл јунајтеду, освојио титулу у Чемпионшипу 2010. и постигао гол 2015. који их је одржао у Премијер лиги. За Њукасл је постигао 12 голова у 205 мечева у свим такмичењима пре него што је напустио клуб 2015. Гутијерез је 2014. године открио да има рак тестиса, али се крајем наредне године опоравио и вратио фудбалу.
Играо је за Аргентину између 2007. и 2011. на 22 наступа, био је учесник Светског првенства 2010. године. Сматран је кључним делом репрезентације под тренером Дијега Марадоне, који је изјавио да су у његовом тиму били " Маскерано, Меси, Хонас и још осам".

## Клупска каријера

### Велез Сарсфилд
Рођен у Саенц Пењи, у Буенос Ајресу, Гутијерез је играо за Велез Сарсфилд између 2001. и 2005. године. Врхунац његове каријере у клубу је био то што је био део тима који је освојио титулу у Првој лиги Аргентине  2005.

### Мајорка
Након освајања титуле 2005. године потписао је за шпански клуб Мајорку.
Гутијерез је 1. јула 2008. једнострано раскинуо уговор са клубом након што се позвао на члан 17 ФИФА-е (познатији као Вебстерова одлука). Као резултат тога, клуб је тражио 15 милиона евра одштете против играча и његовог новог клуба, Њукасл јунајтеда, пред трибуналом.

### Њукасл јунајтед
Гутијерез је 2. јула 2008. потписао за Њукасл јунајтед петогодишњи уговор уз неоткривену накнаду. Гутијерез је на званичном сајту клуба рекао да би уместо „Гутијерез“, бивши играч Реал Мајорке би волео да носи „Хонас“ изнад свог броја 18. Кад је упитан због чега то жели, рекао је „Зато што ми се свиђа моје име“.
Гутијерез је дебитовао за Њукасл јунајтед на почетку сезоне 2008/09, 17. августа 2008. У игри је импресионирао и навијаче и стручњаке јер је помогао свом тиму да ремизира 1:1 против освајача титуле Манчестер јунајтеда. Алан Хансен је рекао да је Гутијерез „био најупечатљивији дебитант у Премијер лиги ” на отварању сезоне.
Гутијерез је постигао свој први гол за Њукасл јунајтед у њиховој предсезонској пријатељској утакмици против Дарлингтона, што је резултирало победом Њукасла резултатом 7:2. 18. јула 2009. Након одласка левог крила Дејмијена Дафа, он је са своје уобичајене позиције десног крила прешао на позицију левог крила, формирајући ефективно лево бочно партнерство са колегом Хосеом Енрикеом који говори шпански. Његов први такмичарски гол за Њукасл био је против Питерборо јунајтеда 7. новембра 2009. године, када је прошао поред пет играча пре него што је постигао гол. Постигао је свој други гол у сезони у мечу против Барнслија и победом од 6:1, и славио са својом заштитном маском Спајдермена. Следећи погодак је уследио у Бристол Ситију, где је казнио грешку у одбрани и покренуо повратак Њукасла са два гола заостатка и довео тим до нерешеног резултата 2:2. Након промоције Њукасла у Премијер лигу, Гутијерез је изјавио да би волео да игра у Њукаслу још много година. Године 2010, светски фудбалер године, Лионел Меси, похвалио је Гутијереза као једног од најбољих играча у Премијер лиги.
По повратку Њукасла у Премијер лигу, почео је прва четири меча Премијер лиге свог клуба у својој уобичајеној улози левог крила. Доласком Хатема Бен Арфе у клуб и импресивним играма Француза, Гутијерез је стављен на клупу за мечеве Њукасла са Евертоном и Стоук Ситијем. Гутијерез је постигао свој први гол у сезони 2010–11 против Манчестер ситија у поразу од 2:1 3. октобра 2010. Дана 3. априла постигао је свој други гол за Њукасл у Премијер лиги, шутом из даљине у победи од 4:1 над Вулверхемптон Вондерерсом. Такође је постигао погодак у гостима код Челсија 15. маја 2011. после слободног ударца Рајана Тејлора. Гутијерез је потписао нови четворогодишњи уговор са клубом 27. септембра 2011. Задржао је своју импресивну форму у сезони 2011–12, постигавши изврстан соло гол у гостујућој победи против Вулвса резултатом 2:1. Добио је најбољег награду играча утакмице у победи против Стоук Ситија 31. октобра. Гутијерез је био кључан за почетак сезоне Њукасла. Допринео је голом у последњи тренутцима меча у 95. минуту победивши Блекбурн Роверс са 2:1 у трећем колу ФА купа 7. јануара 2012. Прославио је погодак тако што је обукао чувену црвену маску Спајдермена, али је убрзо након тога добио жути картон. Наставио је свој низ погодака тако што је постигао свој трећи гол у сезони на домаћем мечу против Вулвса на Сент Џејмс Парку. Сезона је такође означила прелазак Гутијереза у улогу централног везног.
Освајање петог места у првенству у претходној сезони, значило је да се Њукасл квалификовао за Лигу Европе. Гутијерез је углавном био на клупи за мечеве групне фазе, али је више био укључен у мечевима нокаут фазе. Наступио је шест пута пошто је Њукасл испао из такмичења у четвртфиналној фази. Дана 2. фебруара 2013. Гутијерез је постигао погодак главом у победи на домаћем терену против Челсија резултатом 3:2. На крају сезоне откривен му је тумор у тестису и оперисан је у родној Аргентини у октобру 2013. године.

### Норич Сити (позајмица)
По повратку са операције, Гутијерез је добијао ограничено време за игру у Њукаслу. Дана 13. јануара 2014. отишао је на позајмицу у још један клуб из Премијер лиге, Норвич Сити под управом свог бившег тренера Њукасла, Криса Хјутона, до краја сезоне. Одиграо је четири наступа за клуб након повреде поткољенице и отпуштања Хјутона.

### Повратак у Њукасл Јунајтед
Дана 28. фебруара 2015, Гутијерез се први пут појавио у тиму Њукасл јунајтеда од повратка када је именован као замена у победи Њукасла 1:0 на домаћем терену против Астон Виле Он се званично вратио као замена 4. марта 2015. против Манчестер јунајтеда,  а капитенску траку му је дао саиграч Фабрицио Колочини по уласку на терен. Последњег дана сезоне, Гутијерез је асистирао код првог и постигао други гол како би осигурао да Њукасл остане у Премијер лиги у победи од 2:0 на свом терену против Вест Хем јунајтеда. Отпуштен је на крају сезоне, а сазнао је за ову вест телефонским позивом привременог менаџера Џона Карвера са саиграчем Рајаном Тејлором што га је навело да „мисли да их није брига ни за шта“. Без обзира на третман од стране управе клуба, Гутијерез је наставио да одржава чврст однос са навијачима Њукасла.

### Каснија каријера
Дана 1. септембра 2015. Гутијерез је потписао једногодишњи уговор са Депортиво из Ла Коруње. Уписао је седамнаест наступа у свим такмичењима, од чега пет у стартној постави.
Дана 6. септембра 2016, Гутијерез је потписао једногодишњи уговор са Дефенса и Хустисија.
Гутијерез је 10. јула 2017. потписао двогодишњи уговор са Индепендијентеом.
Гутијерез је 13. јула 2018. поново потписао уговор са Дефенса и Хустисија.

## Репрезентација
Гутијерез је био део победничке репрезентације Аргентине до 20 година на омладинском првенству Јужне Америке 2003.
Гутијерез је одиграо 22 утакмице за Аргентину . Дебитовао је против Француске у фебруару 2007. године, а касније током године, одиграо је свој други наступ против Аустралије 11. септембра. Своју трећу утакмицу одиграо је 18. јуна 2008. на гостовању Бразилу у оквиру квалификација за Светско првенство 2010, меч је завршен нерешеним резултатом 0:0. Постигао је свој први гол за Аргентину у првом полувремену пријатељске утакмице против Француске 11. фебруара 2009. Међутим, због присуства других крилних играча као што су Меси, Родригез и Ди Марија у тиму за Светско првенство у фудбалу 2010, Гутијерез је често играо на позицији десног бека за своју земљу.

## Приватни живот
Гутијерез је 16. септембра 2014. открио да се лечи од рака тестиса и да му је преостала последња сесија хемотерапије, након чега су уследила два месеца опоравка. Доживео је бол у тестисима након судара на утакмици против Арсенала 19. маја 2013. Након упале тог подручја у септембру и неколико погрешних дијагноза, отишао је на ултразвучни преглед где је откривен тумор; изабрао је операцију уклањања левог тестиса у својој родној Аргентини у октобру 2013. Вратио се у Њукасл месец дана касније, али је сматрано да је био вишак у односу на потребе екипе и позајмљен је Норич Ситију у јануару 2014. до краја сезоне. По завршетку сезоне доживео је бол у јетри и отицање лимфних чворова након одмора и почео је да прима хемотерапију. До интервјуа у септембру 2014, Гутијерез је одлучио да своје лечење држи углавном приватно, а само неколико блиских пријатеља Габријел Хајнце, Мартин Демичелис, Езекијел Лавези и саиграч из Њукасла Фабрисио Колочини знало је за његово стање.
Дана 3. новембра 2014, Гутијерез је отпуштен из болнице. Након што је завршио опоравак, вратио се у први тим Њукасл јунајтеда 4. марта 2015. године, ушавши као замена у мечу против Манчестер јунајтеда. Након опоравка, дао је истетовирати на руку стихове „I am alive again, more alive than I have been in my whole entire life“ из Еминемове песме „No love“. Његово појављивање као замена 13. априла 2015. навијачи Ливерпула и Њукасла поздравили су овацијама.
Гутијерез је 14. априла 2016. добио тужбу због дискриминације због инвалидитета против Њукасла, на основу тога што није био изабран за тим због дијагнозе, није могао да добије бонус везан за изглед. Остале оптужбе за неповољно поступање и инвалидско узнемиравање су одбачене. Његова мајка рекла је Трибуналу да ју је третман клуба према Гутијерезу навео да размишља о самоубиству.

## Статистика каријере

### Клуб
Ажурирано 8. маја 2017.
| Клуб                | Сезона            | Лига                | Лига  | Лига | Куп   | Куп  | Лига Куп | Лига Куп | Континентално | Континентално | Укупно | Укупно |
| Клуб                | Сезона            | Лига                | Наст. | Гол. | Наст. | Гол. | Наст.    | Гол.     | Наст.         | Гол.          | Наст.  | Гол.   |
| ------------------- | ----------------- | ------------------- | ----- | ---- | ----- | ---- | -------- | -------- | ------------- | ------------- | ------ | ------ |
| Велез Сарсфилд      | 2000/01.          | Прва лига Аргентине | 0     | 0    | 0     | 0    | —        | —        | —             | —             | 0      | 0      |
| Велез Сарсфилд      | 2001/02.          | Прва лига Аргентине | 17    | 1    | 0     | 0    | —        | —        | —             | —             | 17     | 1      |
| Велез Сарсфилд      | 2002/03.          | Прва лига Аргентине | 22    | 1    | 0     | 0    | —        | —        | —             | —             | 22     | 1      |
| Велез Сарсфилд      | 2003/04.          | Прва лига Аргентине | 27    | 0    | 0     | 0    | —        | —        | 5             | 0             | 32     | 0      |
| Велез Сарсфилд      | 2004/05.          | Прва лига Аргентине | 33    | 0    | 0     | 0    | —        | —        | —             | —             | 33     | 0      |
| Велез Сарсфилд      | Укупно            | Укупно              | 99    | 2    |       |      | —        | —        | 5             | 0             | 104    | 2      |
| Мајорка             | 2005/06.          | Ла лига             | 30    | 2    | 0     | 0    | —        | —        | —             | —             | 30     | 2      |
| Мајорка             | 2006/07.          | Ла лига             | 36    | 3    | 2     | 0    | —        | —        | —             | —             | 38     | 3      |
| Мајорка             | 2007/08.          | Ла лига             | 30    | 0    | 6     | 0    | —        | —        | —             | —             | 36     | 0      |
| Мајорка             | Укупно            | Укупно              | 96    | 5    | 8     | 0    | —        | —        | —             | —             | 104    | 5      |
| Њукасл јунајтед     | 2008/09.          | Премијер лига       | 30    | 0    | 2     | 0    | 1        | 0        | —             | —             | 33     | 0      |
| Њукасл јунајтед     | 2009/10.          | Чемпионшип          | 37    | 4    | 3     | 0    | 1        | 0        | —             | —             | 41     | 4      |
| Њукасл јунајтед     | 2010/11.          | Премијер лига       | 37    | 3    | 0     | 0    | 2        | 0        | —             | —             | 39     | 3      |
| Њукасл јунајтед     | 2011/12.          | Премијер лига       | 37    | 2    | 2     | 1    | 1        | 0        | —             | —             | 40     | 3      |
| Њукасл јунајтед     | 2012/13           | Премијер лига       | 34    | 1    | 0     | 0    | 0        | 0        | 6             | 0             | 40     | 1      |
| Њукасл јунајтед     | 2013/14.          | Премијер лига       | 2     | 0    | 0     | 0    | 0        | 0        | —             | —             | 2      | 0      |
| Њукасл јунајтед     | 2014/15.          | Премијер лига       | 10    | 1    | 0     | 0    | 0        | 0        | —             | —             | 10     | 1      |
| Њукасл јунајтед     | Укупно            | Укупно              | 187   | 11   | 7     | 1    | 5        | 0        | 6             | 0             | 205    | 12     |
| →Норич Сити         | 2013/14.          | Премијер лига       | 4     | 0    | 0     | 0    | 0        | 0        | —             | —             | 4      | 0      |
| Депортиво ла Коруња | 2015/16.          | Ла лига             | 15    | 0    | 2     | 0    | —        | —        | —             | —             | 17     | 0      |
| Дефенса и хустисија | 2016/17.          | Прва лига Аргентине | 18    | 0    | 1     | 0    | —        | —        | —             | —             | 19     | 0      |
| Укупно у каријери   | Укупно у каријери | Укупно у каријери   | 419   | 18   | 18    | 1    | 5        | 0        | 11            | 0             | 454    | 19     |

1. ↑  Аргентина – Куп Аргентине у фудбалу; Шпанија – Куп Шпаније у фудбалу; Енглеска – ФА куп
2. ↑  Енглеска – Лига куп Енглеске у фудбалу
3. ↑  Наступи у Копа либертадоресу.
4. ↑  Наступи у [[УЕФА Лига Европе|Лиги Европе]].

### Голови за репрезентацију
| Број | Датум            | Стадион                  | Противник | Гол за | Коначан резултат | Такмичење   | Реф.   |
| ---- | ---------------- | ------------------------ | --------- | ------ | ---------------- | ----------- | ------ |
| 1    | 11. фебруар 2009 | Стадион Велодром, Марсељ | Француска | 1:0    | 2:0              | Пријатељска | [ 52 ] |